# Župnija Sveti Jakob ob Savi
Župnija Sveti Jakob ob Savi je rimskokatoliška teritorialna župnija v Dekaniji Ljubljana - Moste Nadškofije Ljubljana s sedežem v Šentjakobu ob Savi, ki je zdaj del Ljubljane.

## Cerkve
| #  | Slika | Cerkev                | Kraj                   |
| -- | ----- | --------------------- | ---------------------- |
| 1. |       | Cerkev svetega Jakoba | Ljubljana              |
| 2. |       | Cerkev svetega Pavla  | Šentpavel pri Domžalah |
| 3. |       | Cerkev svetega Petra  | Pšata                  |